# Heteropoda holoventris
Heteropoda holoventris là một loài nhện trong họ Sparassidae.
Loài này thuộc chi Heteropoda. Heteropoda holoventris được Hugh Davies miêu tả năm 1994.